# سوران جونز
سارة آن أكيرز   ( اسم الولادة جونز ، من مواليد 27 أغسطس 1978) ، والمعروفة باسم سوران جونز ، هي ممثلة إنجليزية. صعدت إلى الصدارة عن دور كارين ماكدونالد في شارع كورونيشن بين عامي 2000 و 2004. عند مغادرتها ، عززت مسيرتها التلفزيونية في المسلسلات الدرامية بما في ذلك فنسنت (2005-2006) ، سري للغاية (2006) ، وهارلي ستريت (2008). تلقى تصويرها للقاتلة المدانة روث سلاتر في المسلسل الصغير Unforgiven (2009) استحسانًا واسعاً.

## روابط خارجية
- سوران جونز في قاعدة بيانات الأفلام على الإنترنت